# Jordi Cuixart i Navarro
Jordi Cuixart i Navarro (Santa Perpètua de Mogoda, 22 aprile 1975) è un imprenditore e attivista spagnolo, presidente di Òmnium Cultural dal 19 dicembre 2015. Dal 16 ottobre 2017 è in custodia cautelare in carcere accusato di sedizione.

## Biografia
Nato nel 1975 da madre murciana e padre catalano (di Badalona), ha vissuto a Santa Perpètua de Mogoda fino all'età di 30 anni. Da giovane è stato animatore volontario in centri ricreativi per l'infanzia e ha partecipato a diverse iniziative per la difesa della lingua catalana. Ha studiato meccanica all'Institut Escola Industrial di Sabadell. È stato obiettore totale al servizio di leva obbligatorio e nel 1996 è diventato socio di Òmnium Cultural.
Nel 2003 ha fondato Aranow, azienda che produce imballaggi flessibili, assumendone la presidenza e successivamente ha diretto la fondazione privata d'imprenditori FemCAT.
Entra quindi nel Consiglio di Òmnium cultural, dove ha svolto il ruolo di tesoriere e in seguito di vicepresidente. Ne viene eletto presidente il 19 dicembre 2015 succedendo a Quim Torra, presidente in carica dopo la morte di Muriel Casals nel luglio dello stesso anno.
In qualità di presidente di Òmnium ha promosso, tra le altre, la campagna "Battaglie condivise", allo scopo di ricostruire la memoria storica dei movimenti di impegno sociale decisivi nella storia contemporanea della Catalogna. Nel 2017 ha collaborato alla stesura del libro "Referèndum 2017: la clau que obre el pany" (Referendum 2017: La chiave che apre la serratura) scrivendone il capitolo «Un Paese di battaglie condivise».
Nel settembre 2017 è stato accusato di sedizione dalla Procura spagnola in seguito alle manifestazioni di protesta durante l'Operazione Anubis. La giudice Carmen Lamela ne ha ordinato la custodia cautelare il 16 ottobre. La sentenza interlocutoria è stato duramente criticata e diversi media hanno pubblicato prove che ne contraddicono varie parti del testo.
Il Presidente della Generalitat de Catalunya e associazioni appartenenti alla Taula per la Democràcia e all'Alleanza Libera Europea ritengono che Cuixart e Jordi Sànchez siano prigionieri politici e, pur non considerandoli tali, Amnesty International ne ha chiesto la scarcerazione immediata. All'indomani del loro arresto e fino ad oggi sono stati organizzati in tutto il territorio catalano numerosissimi atti di protesta per esprimere solidarietà nei confronti di Jordi Cuixart e Jordi Sànchez, radunando centinaia di migliaia di persone.